# Monte Lemmon
Mount Lemmon, com uma elevação de 2,792 m (9,159 ft), é o ponto mais alto da Serra de Santa Catalina. Está localizado na Floresta Nacional de Coronado, ao norte de Tucson, Arizona, Estados Unidos. Mount Lemmon foi nomeado para a botânica Sara Plummer Lemmon, que caminhou até o topo da montanha com seu marido e EO Stratton, um fazendeiro local, a cavalo e a pé em 1881. Mount Lemmon também é conhecido como Babad Do'ag, ou Frog Mountain para o Tohono O'odham. É relatado que Mount Lemmon Ski Valley, no lado nordeste da montanha, recebe 200 in (508 cm) de neve anualmente.

## Geografia

### Clima
O cume da montanha é aproximadamente vinte graus mais frio que a base. Portanto, grandes quantidades de neve caem durante os meses de inverno, tornando-se uma fuga legal e uma atração turística popular para os habitantes de Tucson e Phoenix.

## Geologia
O Monte Lemmon é composto de Quartzito Bolsa, Quartzito Dripping Spring, e um arenito e conglomerado local. As porções foram invadidas por um Dique Diabase do Grupo Apace.

## Summerhaven

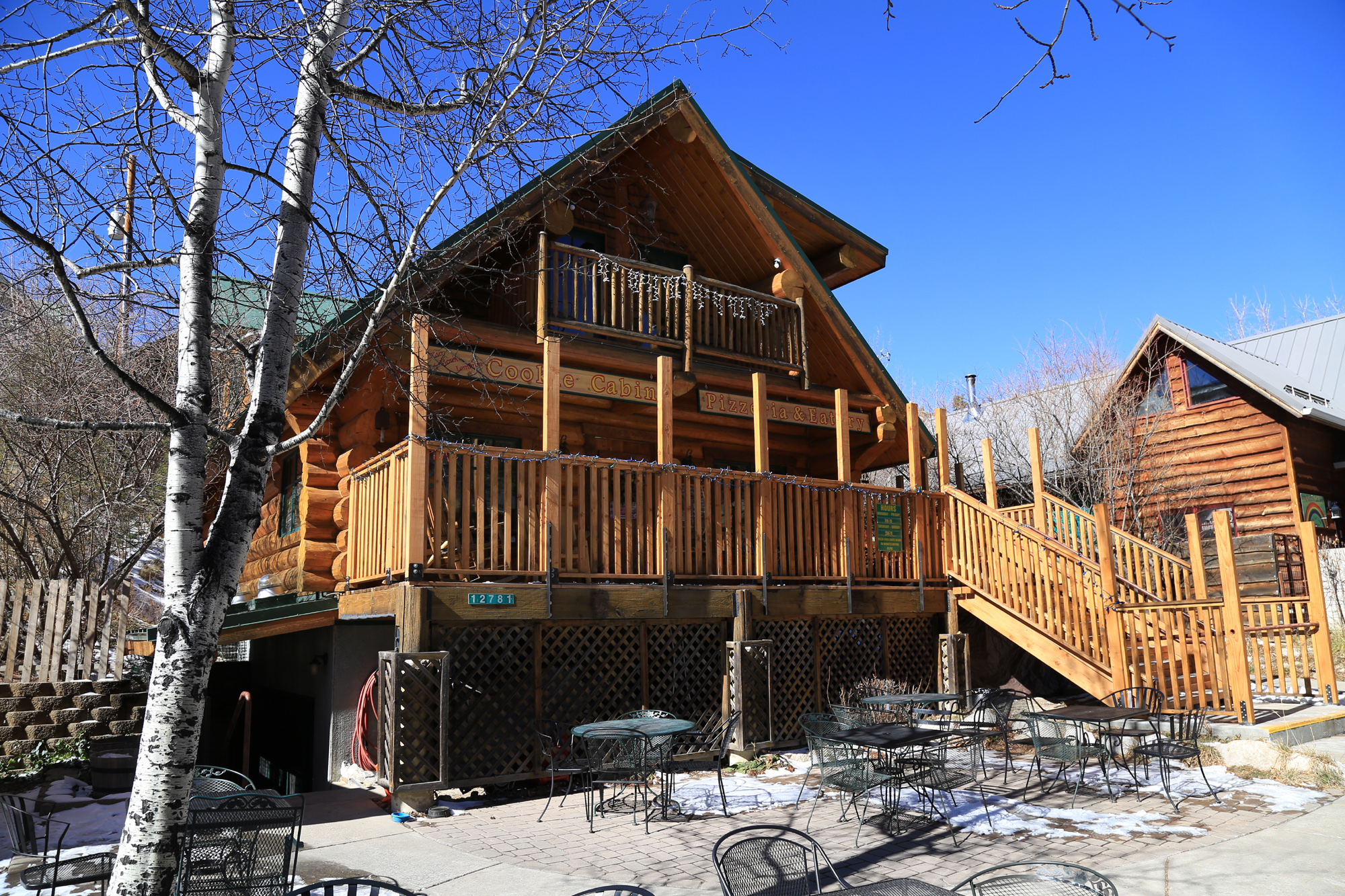
Summerhaven, Cookie Cabin

Summerhaven é uma pequena cidade perto do topo da montanha. É uma residência de verão para muitos, mas há alguns residentes durante todo o ano. Existem muitas cabanas pequenas, a maioria das quais foi reconstruída após o incêndio de Aspen em julho de 2003.
| Dados climáticos para Monte Lemmon, Arizona (1958–2009) | Dados climáticos para Monte Lemmon, Arizona (1958–2009) | Dados climáticos para Monte Lemmon, Arizona (1958–2009) | Dados climáticos para Monte Lemmon, Arizona (1958–2009) | Dados climáticos para Monte Lemmon, Arizona (1958–2009) | Dados climáticos para Monte Lemmon, Arizona (1958–2009) | Dados climáticos para Monte Lemmon, Arizona (1958–2009) | Dados climáticos para Monte Lemmon, Arizona (1958–2009) | Dados climáticos para Monte Lemmon, Arizona (1958–2009) | Dados climáticos para Monte Lemmon, Arizona (1958–2009) | Dados climáticos para Monte Lemmon, Arizona (1958–2009) | Dados climáticos para Monte Lemmon, Arizona (1958–2009) | Dados climáticos para Monte Lemmon, Arizona (1958–2009) | Dados climáticos para Monte Lemmon, Arizona (1958–2009) |
| Mês                                                     | Jan                                                     | Fev                                                     | Mar                                                     | Abr                                                     | Mai                                                     | Jun                                                     | Jul                                                     | Ago                                                     | Set                                                     | Out                                                     | Nov                                                     | Dez                                                     | Ano                                                     |
| ------------------------------------------------------- | ------------------------------------------------------- | ------------------------------------------------------- | ------------------------------------------------------- | ------------------------------------------------------- | ------------------------------------------------------- | ------------------------------------------------------- | ------------------------------------------------------- | ------------------------------------------------------- | ------------------------------------------------------- | ------------------------------------------------------- | ------------------------------------------------------- | ------------------------------------------------------- | ------------------------------------------------------- |
| Recorde alta °F (°C)                                    | 65 (18)                                                 | 65 (18)                                                 | 68 (20)                                                 | 74 (23)                                                 | 82 (28)                                                 | 91 (33)                                                 | 89 (32)                                                 | 82 (28)                                                 | 81 (27)                                                 | 76 (24)                                                 | 71 (22)                                                 | 65 (18)                                                 | 91 (33)                                                 |
| Média alta °F (°C)                                      | 49.2 (9.6)                                              | 48.3 (9.1)                                              | 52.9 (11.6)                                             | 60.8 (16)                                               | 69.1 (20.6)                                             | 76.4 (24.7)                                             | 76.5 (24.7)                                             | 73.6 (23.1)                                             | 70.4 (21.3)                                             | 61.7 (16.5)                                             | 56.3 (13.5)                                             | 50.6 (10.3)                                             | 62.2 (16.8)                                             |
| Média baixa °F (°C)                                     | 22.8 (−5.1)                                             | 21.8 (−5.7)                                             | 25.7 (−3.5)                                             | 31.7 (−0.2)                                             | 36.6 (2.6)                                              | 44.4 (6.9)                                              | 49.8 (9.9)                                              | 49.8 (9.9)                                              | 45.1 (7.3)                                              | 36.4 (2.4)                                              | 29.7 (−1.3)                                             | 24.3 (−4.3)                                             | 34.8 (1.6)                                              |
| Recorde baixa °F (°C)                                   | −4 (−20)                                                | −7 (−22)                                                | −1 (−18)                                                | 19 (−7)                                                 | 27 (−3)                                                 | 32 (0)                                                  | 39 (4)                                                  | 42 (6)                                                  | 31 (−1)                                                 | 20 (−7)                                                 | 4 (−16)                                                 | 4 (−16)                                                 | −7 (−22)                                                |
| Média precipitação pol. (mm)                            | 3.15 (80)                                               | 1.69 (42.9)                                             | 1.17 (29.7)                                             | 0.50 (12.7)                                             | 0.25 (6.4)                                              | 0.62 (15.7)                                             | 4.41 (112)                                              | 6.99 (177.5)                                            | 3.39 (86.1)                                             | 3.05 (77.5)                                             | 1.75 (44.4)                                             | 2.60 (66)                                               | 29.56 (750.8)                                           |
| Queda de neve média pol. (cm)                           | 16.5 (41.9)                                             | 20.4 (51.8)                                             | 6.8 (17.3)                                              | 2.0 (5.1)                                               | 0 (0)                                                   | 0 (0)                                                   | 0 (0)                                                   | 0 (0)                                                   | 0 (0)                                                   | 2.0 (5.1)                                               | 6.2 (15.7)                                              | 11.0 (27.9)                                             | 64.9 (164.8)                                            |
| Média de dias de precipitação                           | 5                                                       | 5                                                       | 5                                                       | 3                                                       | 2                                                       | 2                                                       | 10                                                      | 11                                                      | 5                                                       | 3                                                       | 3                                                       | 5                                                       | 59                                                      |
| Média mensal horas de sol                               | 241                                                     | 243                                                     | 299                                                     | 325                                                     | 374                                                     | 372                                                     | 327                                                     | 319                                                     | 315                                                     | 301                                                     | 260                                                     | 242                                                     | 3 618                                                   |
| Fonte: Western Region Climate Center                    |                                                         |                                                         |                                                         |                                                         |                                                         |                                                         |                                                         |                                                         |                                                         |                                                         |                                                         |                                                         |                                                         |

## Observatório da Estação Monte Lemmon
No pico está o Observatório Monte Lemmon, que anteriormente era o local de uma base de radar da USAF do Comando de Defesa Aérea, e o prédio que anteriormente abrigava uma estação militar de rastreamento de radar de emergência para o pouso do ônibus espacial em White Sands Missile Range. Embora os militares dos Estados Unidos estivessem presentes na montanha por várias décadas, todas as suas instalações foram abandonadas e foram entregues ao Serviço Florestal dos Estados Unidos. A área e os edifícios que compõem o Observatório da Estação Mount Lemmon são arrendados do Serviço Florestal pela Universidade do Arizona. Os telescópios na montanha ainda são usados para pesquisas astronômicas hoje por organizações como o Catalina Sky Survey, o Mount Lemmon Sky Center, o programa Astronomy Camp da Universidade do Arizona, a Universidade do Arizona e a Universidade de Minnesota. Os recursos educacionais no topo da montanha o tornam um destino único de pesquisa e ensino.

## Rodovia Catalina

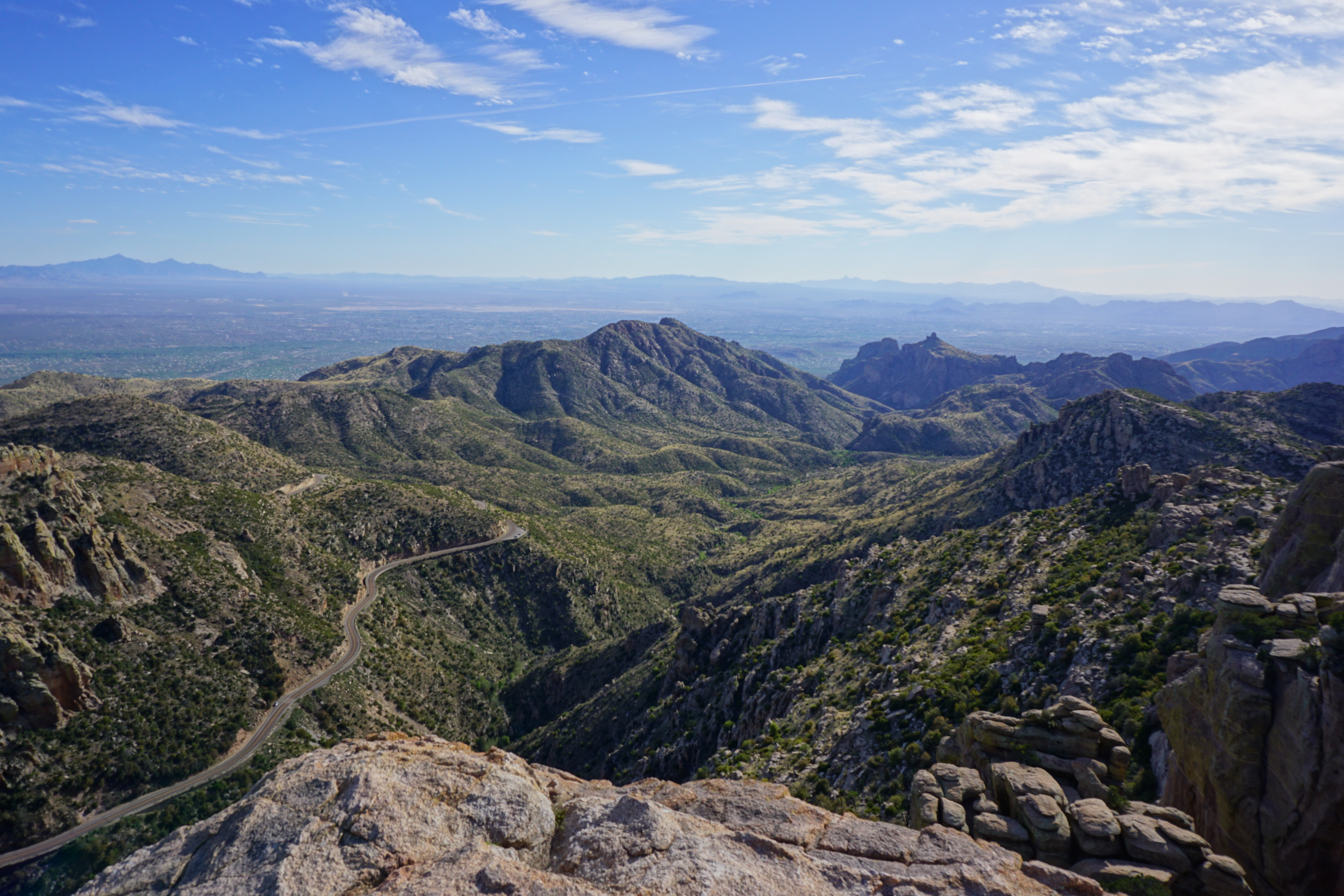
Catalina Highway nas montanhas de Santa Catalina

A Rodovia Catalina, também chamada de Rodovia Mount Lemmon, bem como a Rodovia Hitchcock (depois de Frank Harris Hitchcock), sobe as montanhas de Santa Catalina do lado leste de Tucson até Summerhaven, no topo do Monte Lemmon. A estrada bonita e curva é um passeio favorito para os turistas, para os moradores locais que escapam do calor do verão e ciclistas, e foi recentemente designado como Sky Island Parkway, parte do sistema US National Scenic Byway.
2010 viu a corrida inaugural da Maratona de Mount Lemmon.

## Taxas e autorizações
A Catalina Highway cobra pedágios para estacionamento, camping e caminhadas. No entanto, os pedágios só são cobrados oficialmente para as pessoas que estão acampando. Os pedágios para outros eventos, como caminhadas, estacionamento ou churrasco, fazem parte do sistema de honra. Os guardas florestais não verificarão os pagamentos de pedágio, a menos que alguém esteja usando os acampamentos do parque. Qualquer pessoa que deseje passear ou viajar para Summerhaven não está sujeita ao pagamento de pedágios.

## Verso
Uma estrada não pavimentada até o cume no lado norte do Monte Lemmon começa em Oracle, que fica na Rota 77 do Arizona, ao norte de Tucson. Oferece uma rota secundária para o topo. Esta rota é popular entre motoristas 4x4 off-road e motociclistas off-road ou de dupla finalidade. Esta estrada termina na estrada Catalina perto de Loma Linda. Antes da construção da Rodovia Catalina, era a única rota para subir a montanha.

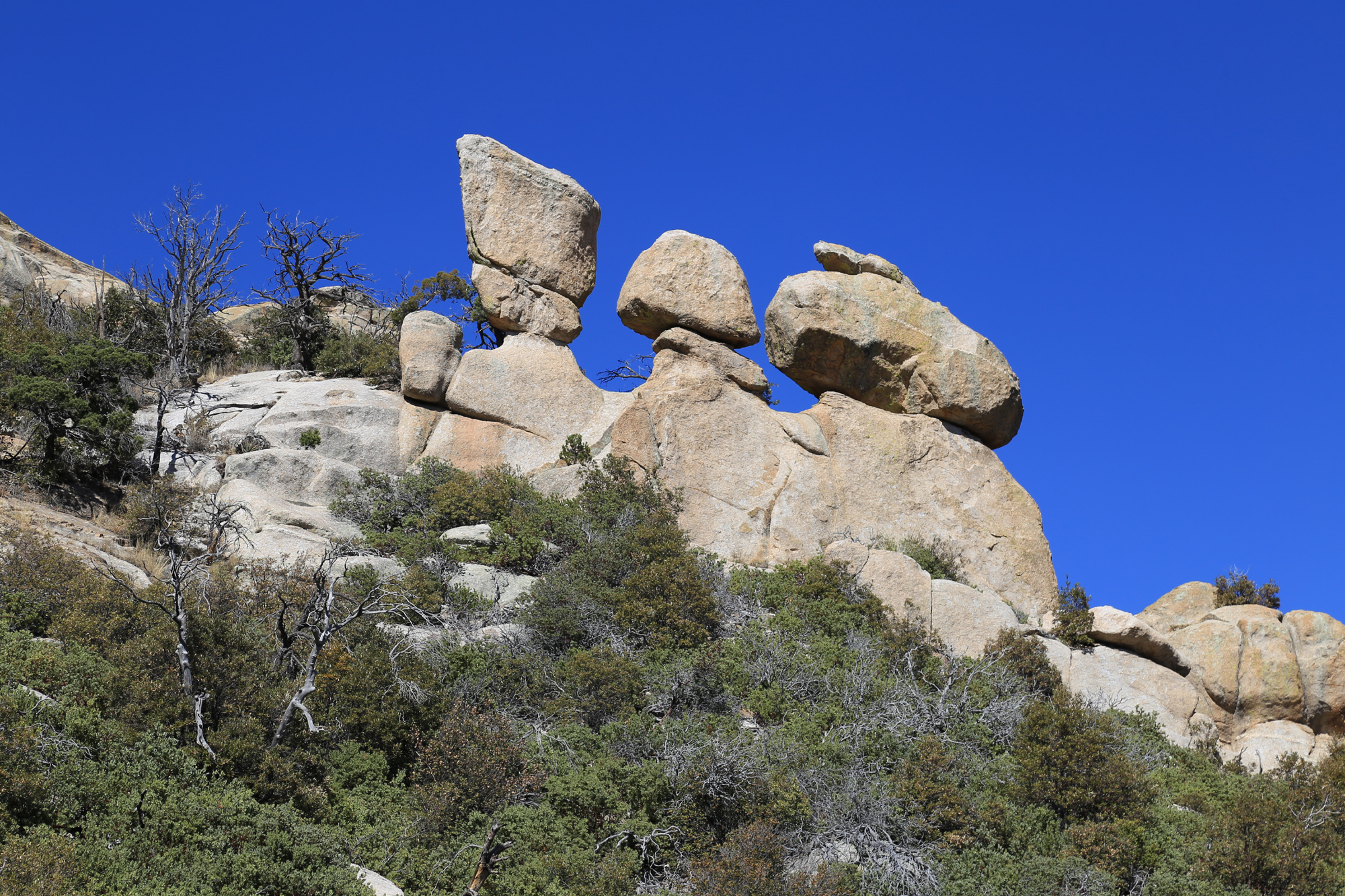
Hoodoos, montanhas de Santa Catalina
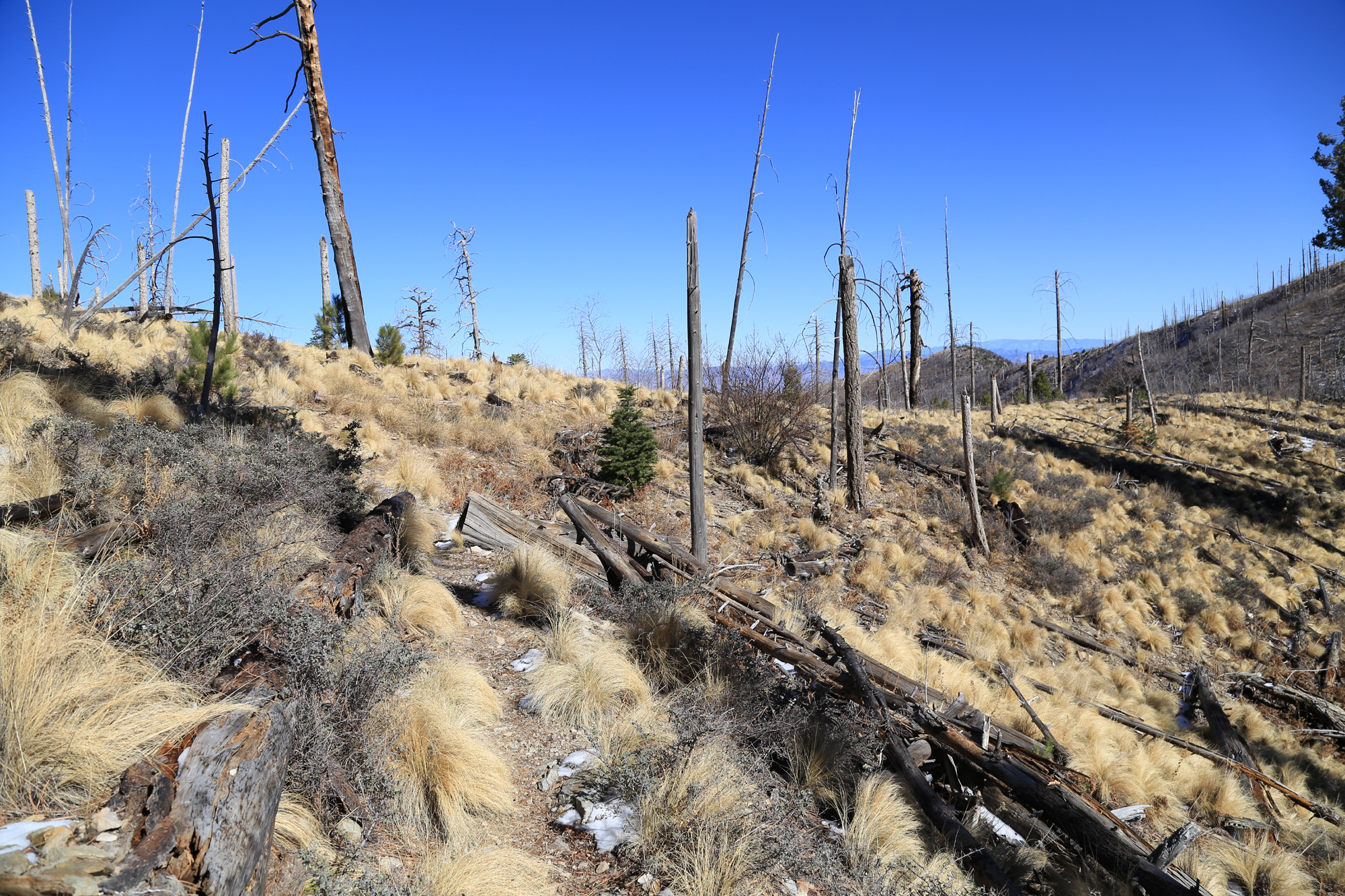
Remanescentes do incêndio de Aspen de 2003
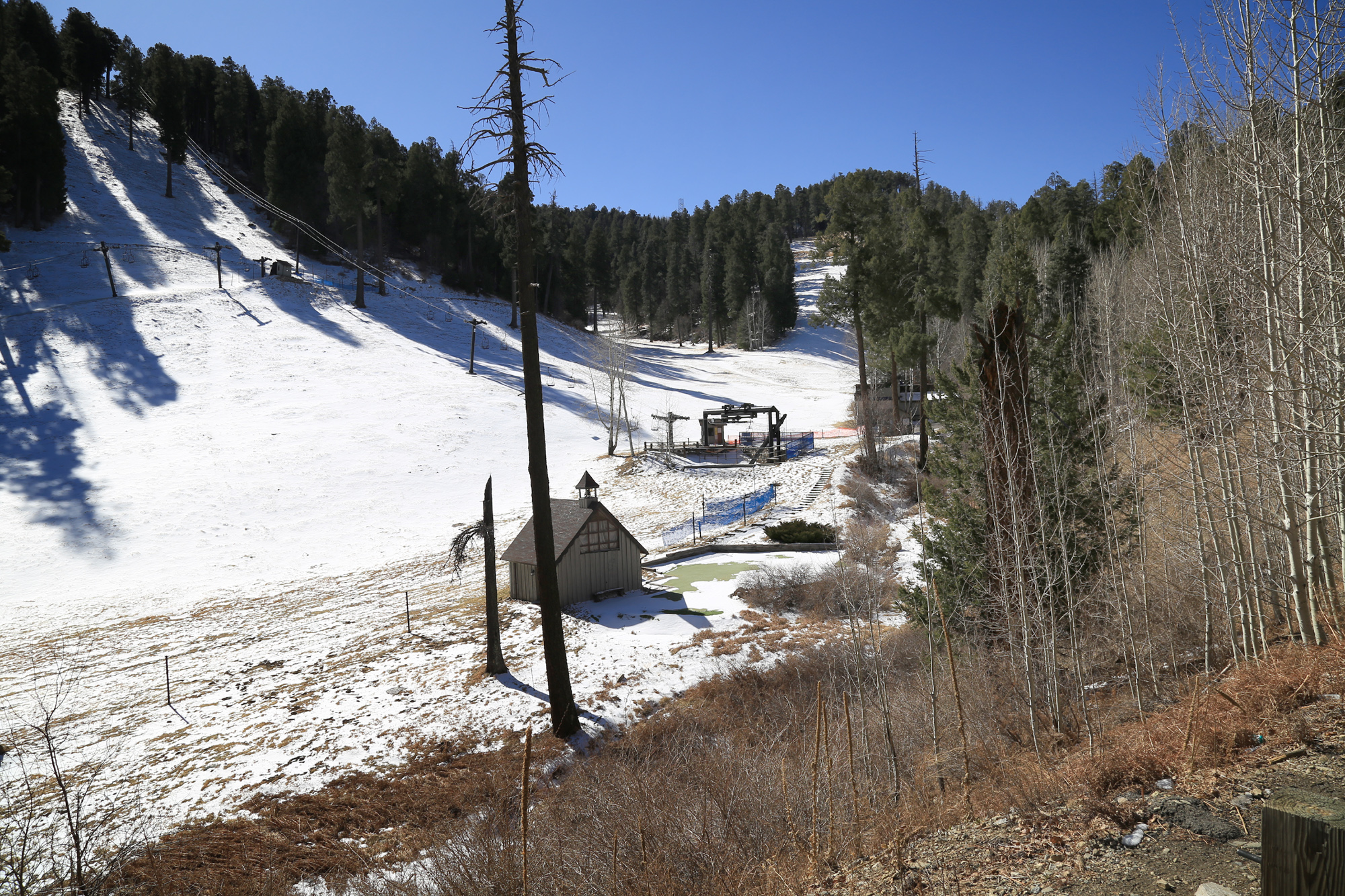
Vale de Esqui do Monte Lemmon
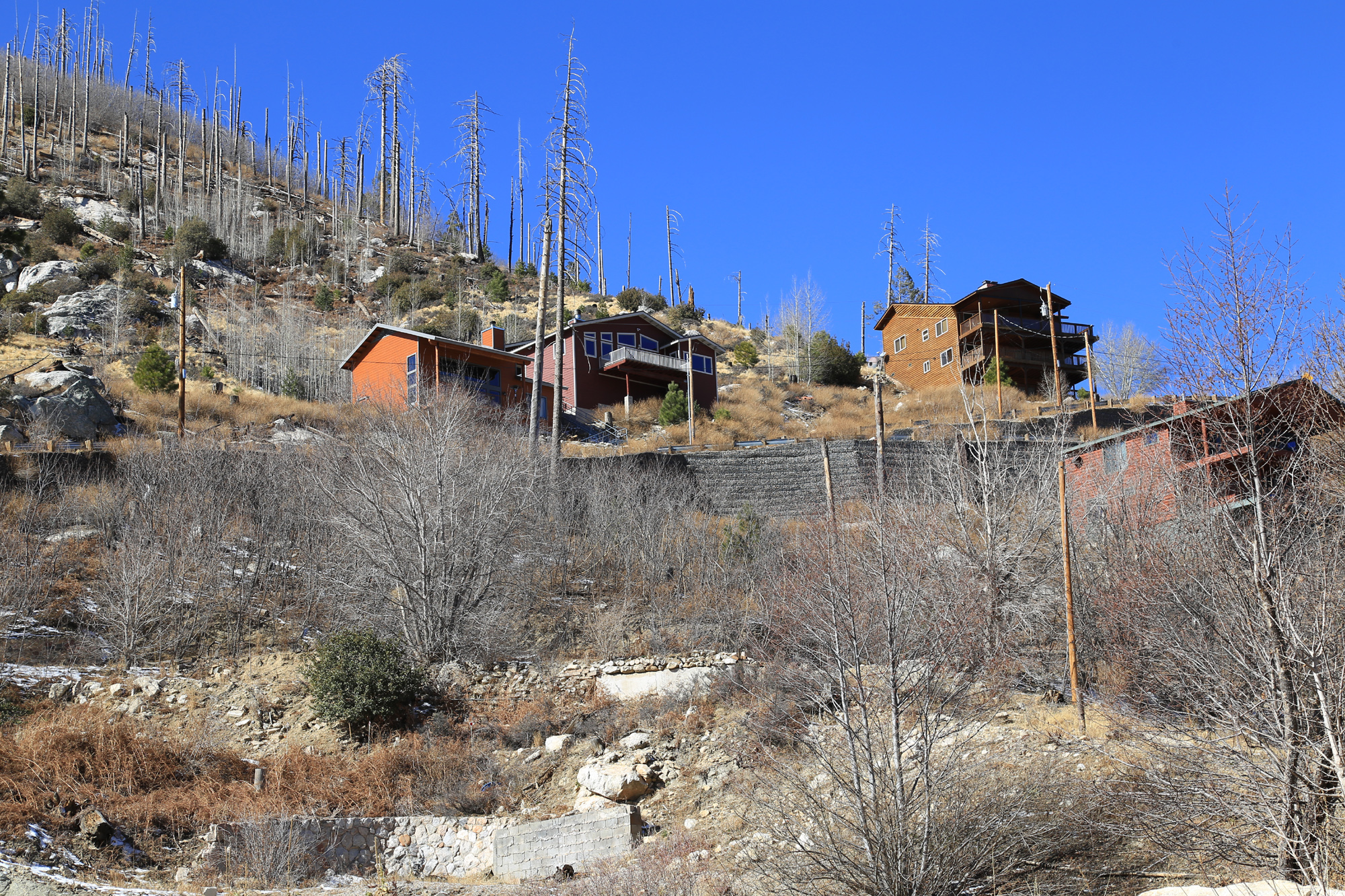
Cabanas no topo do Monte Lemmon em Summerhaven
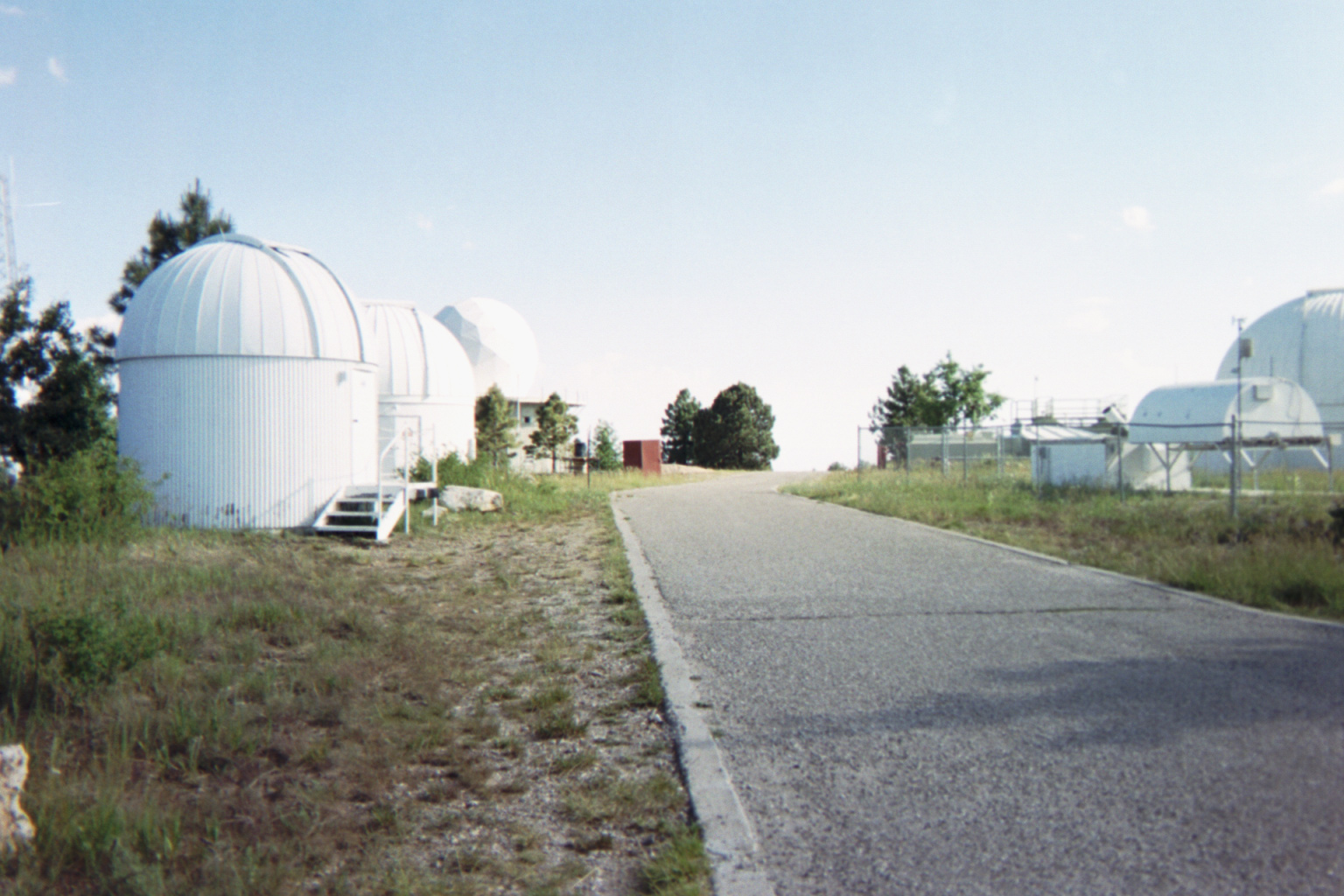
Vista dos telescópios no Monte Lemmon
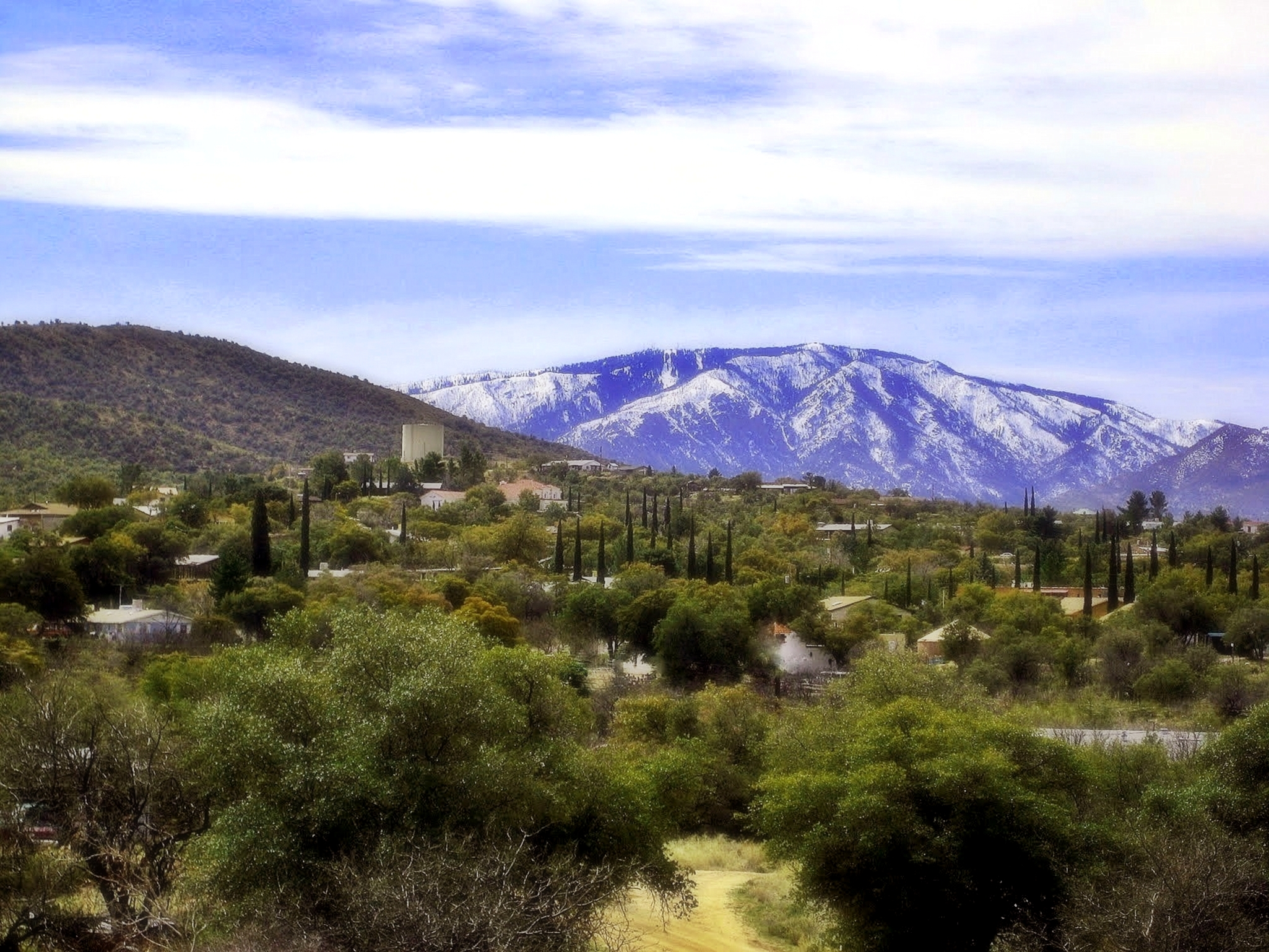
Vista do Monte Lemmon da Oracle, AZ
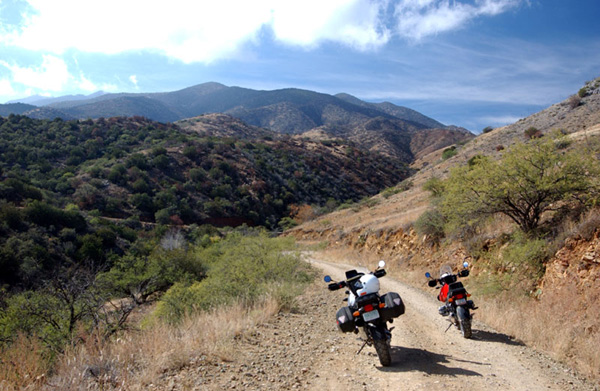
Estrada não pavimentada no norte ou "parte traseira" do Monte Lemmon
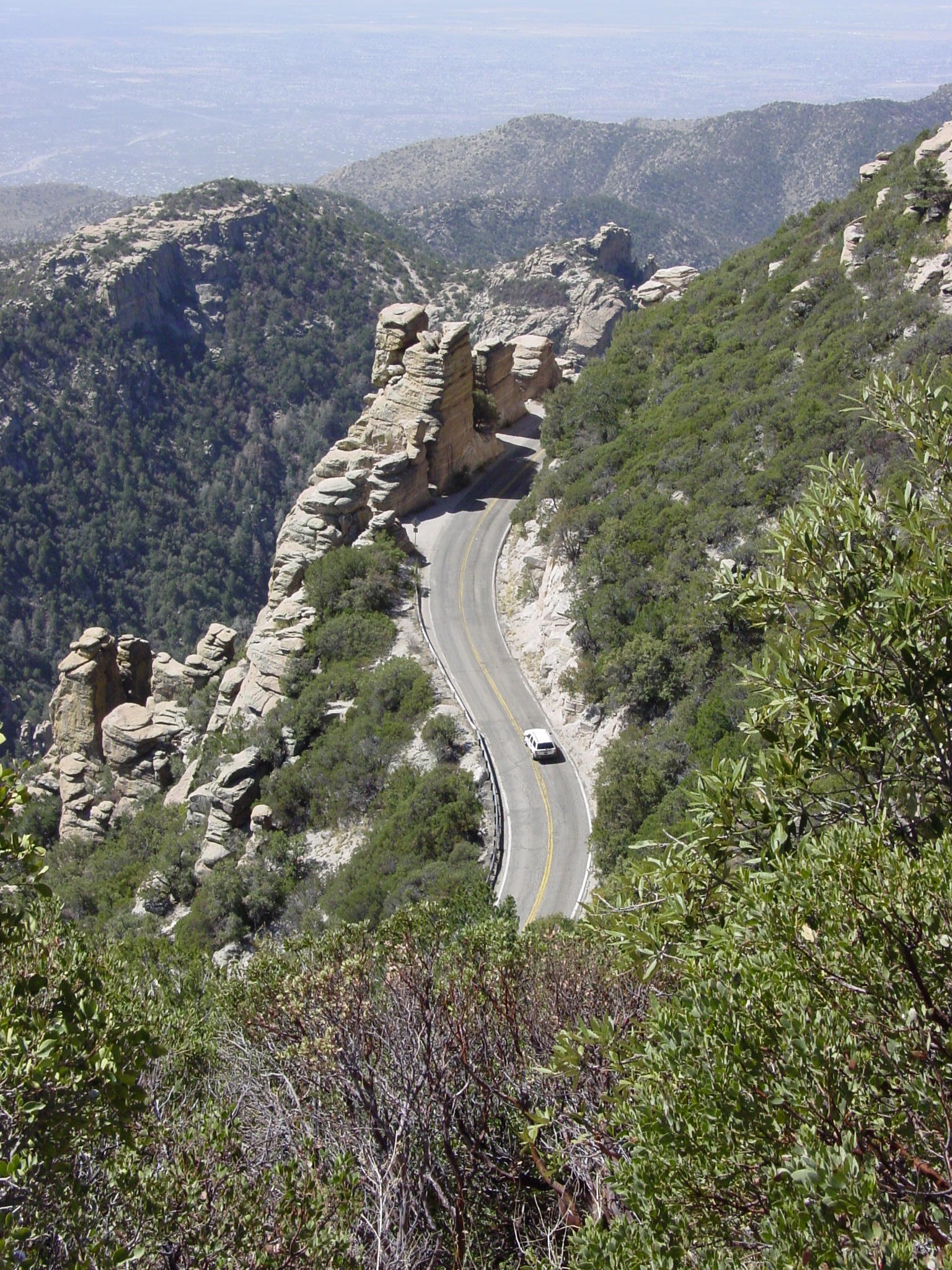
Catalina Highway escalando o Monte Lemmon
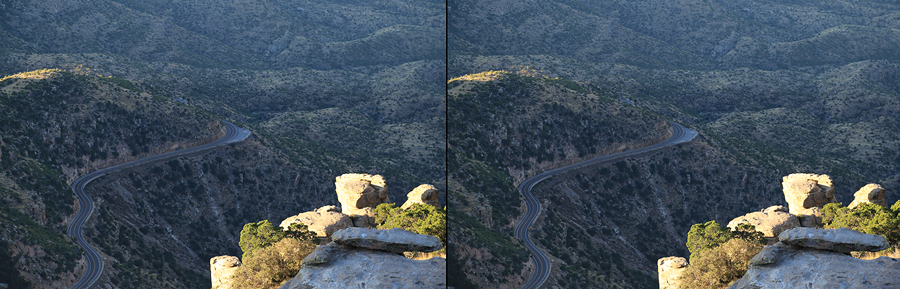
Estereografia da Rodovia Mt Lemmon perto de Windy Point Vista.